# Sidlesham
Sidlesham – wieś w Anglii, w hrabstwie West Sussex, w dystrykcie Chichester. Leży 6 km na południe od miasta Chichester i 93 km na południowy zachód od Londynu. W 2001 miejscowość liczyła 1139 mieszkańców.